# Никитское (городской округ Домодедово)
Никитское — село в Московской области России. Входит в городской округ Домодедово.
Расположено у юго-западной окраины города Домодедово.

## История
Село с церковью Великомученика Никиты получило одноимённое название и известно по писцовым книгам начала XVII века. В 1820 году деревянная церковь сгорела в пожаре, а в 1820-х годах была построена каменная церковь, просуществовавшая до 1960 года.
Южнее села на правом берегу реки Рожайка располагается не действующая каменоломня. Разработка производилась в конце XIX — начале XX века. Добывали известняк (белый камень). Добыча камня прекратилась с революцией, и у многих крестьян пропало место работы. Впоследствии входы штолен были взорваны, а в 1960-е годы один вход был отрыт спелеологами. Этот вход открыт и в настоящее время.
С 1918 до 1954 гг. село было центром Никитского сельсовета. С 1954 до 1994 гг. село входило в Константиновский сельсовет, с 1994 до 2007 гг. — в Константиновский сельский округ Домодедовского района.

## Население
| 2002 | 2010 |
| ---- | ---- |
| 80   | ↗104 |